# 817

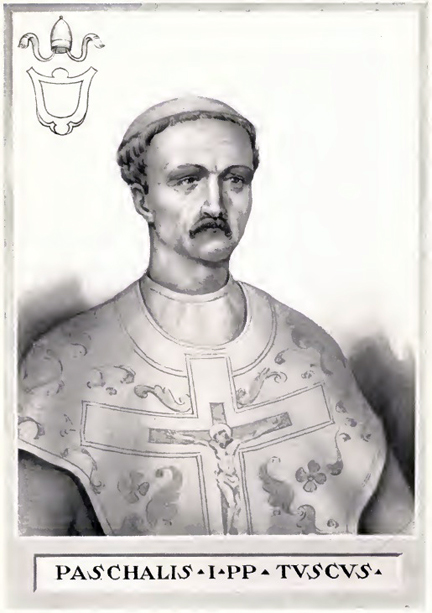
Paus Paschalis I (817 - 824)

Het jaar 817 is het 17e jaar in de 9e eeuw volgens de christelijke jaartelling.

## Gebeurtenissen

### Europa
- juli - Keizer Lodewijk I ("de Vrome") regelt in een document de Ordinatio Imperii zijn opvolging. Hij verdeelt het Frankische Rijk onder zijn drie zoons: Lotharius wordt in Aken gekroond tot medekeizer en eerste erfgenaam. Hij krijgt het bestuur over Bourgondië (met inbegrip van de Germaanse en Gallische rijksgebieden). Pepijn wordt benoemd tot koning van Aquitanië (met inbegrip van het graafschap Toulouse en Septimanië). De 11-jarige Lodewijk wordt benoemd tot koning van Beieren en krijgt het gezag over de rijksgebieden van Oost-Francia (huidige Duitsland).
- Koning Bernhard (zoon van Pepijn van Italië) komt in opstand tegen Lodewijk I en roept Italië uit tot een onafhankelijk koninkrijk. Lodewijk trekt met een Frankisch expeditieleger over de Alpen en dwingt Bernhard om zich over te geven. Hij moet zich verantwoorden in Chalon-sur-Saône (Bourgondië) en wordt met zijn aanhangers gevangengenomen.
- De Vikingen voeren een rooftocht langs de rivier de Elbe en plunderen verschillende handelsnederzettingen in Saksen. (waarschijnlijke datum)
- Lodewijk de Vrome benoemt een graaf als wereldlijk bestuurder van het voormalige prinsbisdom Doornik.

### Arabische Rijk
- Ziyadat Allah I, wordt geïnstalleerd als derde emir van Ifriqiya (huidige Tunesië). Tijdens zijn heerschappij blijven de verhoudingen tussen de Aghlabiden en de Arabische troepen gespannen.

### Religie
- 24 januari - Paus Stefanus IV (V) overlijdt in Rome na een pontificaat van slechts 7 maanden. Hij wordt opgevolgd door Paschalis I als de 98e paus van de Katholieke Kerk.
- De Abdij van Luxeuil wordt met financiële steun van Lodewijk I weer opgebouwd onder leiding van Ansegisus, die wordt benoemd tot abt.
- De Abdij van Kornelimünster wordt ingewijd en Lodewijk I benoemt Benedictus van Aniane tot abt van het benedictijnenklooster. Begin van de kloosterhervorming die bekend staat als de "renovatio religii francorum".
- Eerste schriftelijke vermelding van Maissin (huidige België).

## Geboren
- Abu Dawud, islamitisch hadithverzamelaar (overleden 889)
- Raymond I van Toulouse, Frankisch graaf (waarschijnlijke datum)

## Overleden
- Liederik, Frankisch gouwgraaf van de Vlaanderengouw (of 836)
- 24 januari - Stefanus IV, paus van de Katholieke Kerk